# Atalophlebioides cromwelli
Atalophlebioides cromwelli är en dagsländeart som först beskrevs av Phillips 1930.  Atalophlebioides cromwelli ingår i släktet Atalophlebioides och familjen starrdagsländor. Inga underarter finns listade i Catalogue of Life.